# San Michele di Serino

San Michele di Serino es uno de los 119 municipios o comunas ("comune" en italiano) de la provincia de Avellino, en la región de Campania. Con cerca de 2.394 habitantes, según el censo de 2005, se extiende por una área de 4 km², teniendo una densidad de población de 599 hab/km². Linda con los municipios de Aiello del Sabato, Cesinali, Santa Lucia di Serino, Santo Stefano del Sole, y Serino

## Demografía
| Gráfica de evolución demográfica de San Michele di Serino entre 1861 y 2001 |
|                                                                             |
| Fuente ISTAT - elaboración gráfica de Wikipedia                             |

- Datos: Q55093
- Multimedia: San Michele di Serino / Q55093

1. ↑  Worldpostalcodes.org, código postal n.º 83020.
2. ↑  «Codici Catastali». Comuni-italiani.it (en italiano). Consultado el 29 de abril de 2017.